# Andrey Shcharbakow
Andrey Anatolyevich Shcharbakow (tiếng Belarus: Андрэй Шчарбакоў; tiếng Nga: Андрей Щербаков (Andrey Scherbakov); 31 tháng 1 năm 1991 – 17 tháng 12 năm 2018) là một cầu thủ bóng đá Belarus. Tính đến năm 2016, anh thi đấu cho Vitebsk.

## Danh hiệu
BATE Borisov
- Vô địch Giải bóng đá ngoại hạng Belarus: 2011
- Vô địch Siêu cúp bóng đá Belarus: 2011